# Huang Shan
Gorje Huang (kineski: 黃山, pinyin: Huáng Shān, što znači "Žuta planina") je gorje na jugu istočne kineske pokrajine Anhui. Gorje se sastoji od materijala koji se uzdigao s dna drevnog Yangtse mora tijekom mezozoika, prije oko 100 milijuna godina, a koji se tijekom kvartara oblikovao pomjeranjem ledenjaka u današnji oblik planina Huang Shana. Vegetacija gorja je gušća ispod 1.100 metara, a šume se pružaju sve do visine od 1.800 metara. 
Huang Shan, jedna od svetih planina Kine, je najslavniji po svojim slikovitim krajolicima jedinstveno oblikovanih granitnih vrhova, huangšanskih borova i veličanstvenim oblacima iz kojih vire. Tako je Huang Shan često bio motivom tradicionalnog kineskog slikarstva i pjesništva, pa čak i moderne fotografije. Zbog toga je gorje Huangshan, poznato i kao "najljupkija planina Kine", upisano na UNESCO-ov popis mjesta svjetske baštine u Aziji i Oceaniji, 1990. godine.

## Povijest
Tijekom dinastije Qin, gorje je bilo poznato kao planina Yi (Yi Shan), no 747. godine, carskim dekretom joj je ime promijenjeno u Huang Shan, u spomen na mitskog kineskog vladara, Žutog cara (Huang Di), koji je prema predaji otac svih Han Kineza, a upravo je s ovog mjesta uzašao na Nebesa. Druga predaja kaže kako je na planini Žuti car "uzgajao moralni karakter i skupio besmrtnost u pilule". Navodno je prvi ovo ime za planinu koristio slavni pjesnik Li Po. U ta stara vremena, Huangshan je uglavnom bio gotovo nedostupan i malo se znalo o njoj, no nakon promjene imena njoj su počeli hriti hodočasnici i uskoro je niknulo mnogo hramova i tada je, navodno, isklesano 60.000 stuba na njegovim liticama. Slikari i pjesnici su je toliko koristili za motiv da danas razlikujemo "Huangshan kulturu" kao povijesno razdoblje kineske umjetnosti 13. i 14. stoljeća, za dinastije Yuan (1271. – 1368.). Za dinastije Ming, 1606. godine, monah Pumen je na Huang Shanu izgradio Meditacijski hram Fahai i Hram Wonshu koji su s podnožjem planine povezani stubama isklesanim u stijeni.
U narednim godinama imenovano je mnogo lokaliteta na Huanshanu, većinom prema legendama i predajama. Tako je jedan vrh dobio ime prema hodočasniku koji nije vjerovao u ljepotu Huangshana - Shixin (视信), što ugrubo znači "vjerovati nakon viđenja".
God. 1982. Kineska vlada je Huang Shan proglasila "mjestom slikovite ljepote i povijesne važnosti", a UNESCO-ova svjetska baština je postao kako bi se zaštitile njegove ljepote i dom mnogih ugroženih vrsta 1990. godine. Značaju planine pridonose i mnoga tibetanska sela koja su uključena u tampon zonu zaštićenog područja. Od 2002. godine, "sestrinska planina" Huangshanu je Jungfrau u Švicarskim Alpama.

## Prirodne odlike
Geologija i geomorfologija ovog područja je nedvojbeno velikog značaja, posebno njegove odlike visinskog krša, uključujući vapnenačke pličine tufa, slapove i plitka jezera, koje su nastale nabiranjem i pomacima koji su posljedica tektonske aktivnosti ledenjaka. U dolinama u obliku slova U, tjesnaci i kamene gromade su dokazi o kasnoj glacijaciji tijekom razdoblja kvartara. Šume kamenih stupova su brojne, a tu su i groteskni oblici stijena, slapova, jezera i vrućih izvora. Najstarije stijene su sedimentne naslage i metamorfne stijene iz Yangtse mora, formiranih tijekom 570 milijuna godina (proterozoik), i hridi na južnom podnožju planine Huangshan, a južno od ploče Xiaoyaoxi. Granitne formacije, nastale orografskim aktivnostima, karakteriziraju veliki uzdužni spojevi, odgovorni za mnoge impresivne špilje, grebenja i klance.
Šume, karakterizira borova šuma ispod 800 m, i Huangshan borovi od 800 m do 1.800 m, koji pokrivaju više od pola gorja. Pretežno vlažna zimzelena šuma javlja se između 600 m i 1.100 m. Listopadna šuma nastaje od 1.100 m do 1.800 m, a alpski travnjaci iznad linije krošanja. Estetski, lokalitet predstavlja gotovo jedinstven spektakl, sa svojom kombinacijom privlačnih visokih vrhova, šuma, jezera, plitkih jezera, slapova i vapnenačkih klanaca. Bogatstvo boja je također značajano, od od jezera s bistrom, tirkizno zelenom vodom ili jesenji kaleidoskop raskošnih boja. 
Tu se nalazi velika raznolikost biljnih i životinjskih vrsta, uključujući i brojne ugrožene vrste. Zabilježeno je nekih 1.650 biljnih vrsta, od čega oko 1.450 izvornih, a ostatak su uvedene tijekom posljednjih dvadeset godina. Od stabala slave se najstarija, groteskno oblikovana ili na strmoglavim položajima, mrđu kojima su i tidsućljetni primjerci Huangshan bora (Pinus hwangshanensis), stabla viline vlasi (Ginkgo biloba) i alpske smreke (Sabina squamata). Of faune tu je oko 300 vrsta kralježnjaka: sisavaca, ptica, gmazova, vodozemaca i riba. Ukupno trinaest vrsta je pod zaštitom države. Veliki sisavci su makaki majmuni (rhesus i trupcorepi), azijski mrki medvjed, divlji pas, cibetka, Kineski tvor-jazavac, oblačasti leopard, divlja svinja, jelen Sika, kontinentalni serow, crvenorepa i pjegava vjeverica, te pangolin. Najpoznatija od avifaune je orijentalna bijela roda.

## Poveznice
Znamenite kineske planine povezane s taoizmom:
- Wuyi Shan
- Wudang
- Qingcheng Shan
- Taishan

## Vanjske poveznice
- Huangshan overview by the Huangshan Management Committee
- Huangshan Mountain Travel Guide  Arhivirana inačica izvorne stranice od 31. prosinca 2008. (Wayback Machine) by Huangshan China International Travel Service (engl.)